# Дружмирје
Дружмирје (словен. Družmirje) је насељено место у општини Шоштањ, Савињска регија, Словенија.

## Историја
До територијалне реорганизације у Словенији било је у саставу старе општине Велење.

## Становништво
У попису становништва из 2011. године, Дружмирје није имало становника.
| Број становника према пописима | Број становника према пописима | Број становника према пописима |
| ------------------------------ | ------------------------------ | ------------------------------ |
| 1991                           | 2002                           | 2011                           |
| 21                             | 0                              | 0                              |